# Tarpenbek-West
Die Tarpenbek-West (auch Tarpenbek West oder einfach Tarpenbek) ist ein 5,9 km langer Bach in Norderstedt. Sie ist einer von zwei Quellflüssen der Tarpenbek und vereinigt sich im Tarpenbekpark mit der Tarpenbek-Ost.

## Geschichtliches
Die Tarpenbek-West floss ehemals weiter südlich mit der Tarpenbek-Ost zusammen, nämlich zusammen mit dem Ossenmoorgraben, wie auf alten Karten erkennbar ist. Dies erklärt auch den Wasserrest, der kurz vor der Mündung des Ossenmoorgraben nach Westen abzweigt. Hierbei handelt es sich um den ehemaligen Verlauf der Tarpenbek-West.

## Verlauf
Die ursprüngliche Quelle liegt im Wilden Moor nördlich der Straße Alter Kirchenweg in Norderstedt. Der Bach wurde aber über Gräben und Rückhaltebecken künstlich verlängert, so dass er mitsamt seinen Ausläufern auf eine Länge von 5,9 Kilometern kommt.
Nach der Verlängerung beginnt die Tarpenbek-West am Rückhaltebecken Stadtparksee Norderstedt und verläuft Richtung Süden, wo sie die Straßen Am Wilden Moor, Falkenhorst, Falkenbergstraße, Langenharmer Weg und Alter Kirchenweg (ihre ursprüngliche Quelle) unterquert, danach die Straßen Deckerberg und Forstweg, bis sie im Tarpenbekpark mit der Tarpenbek-Ost zusammenfließt.

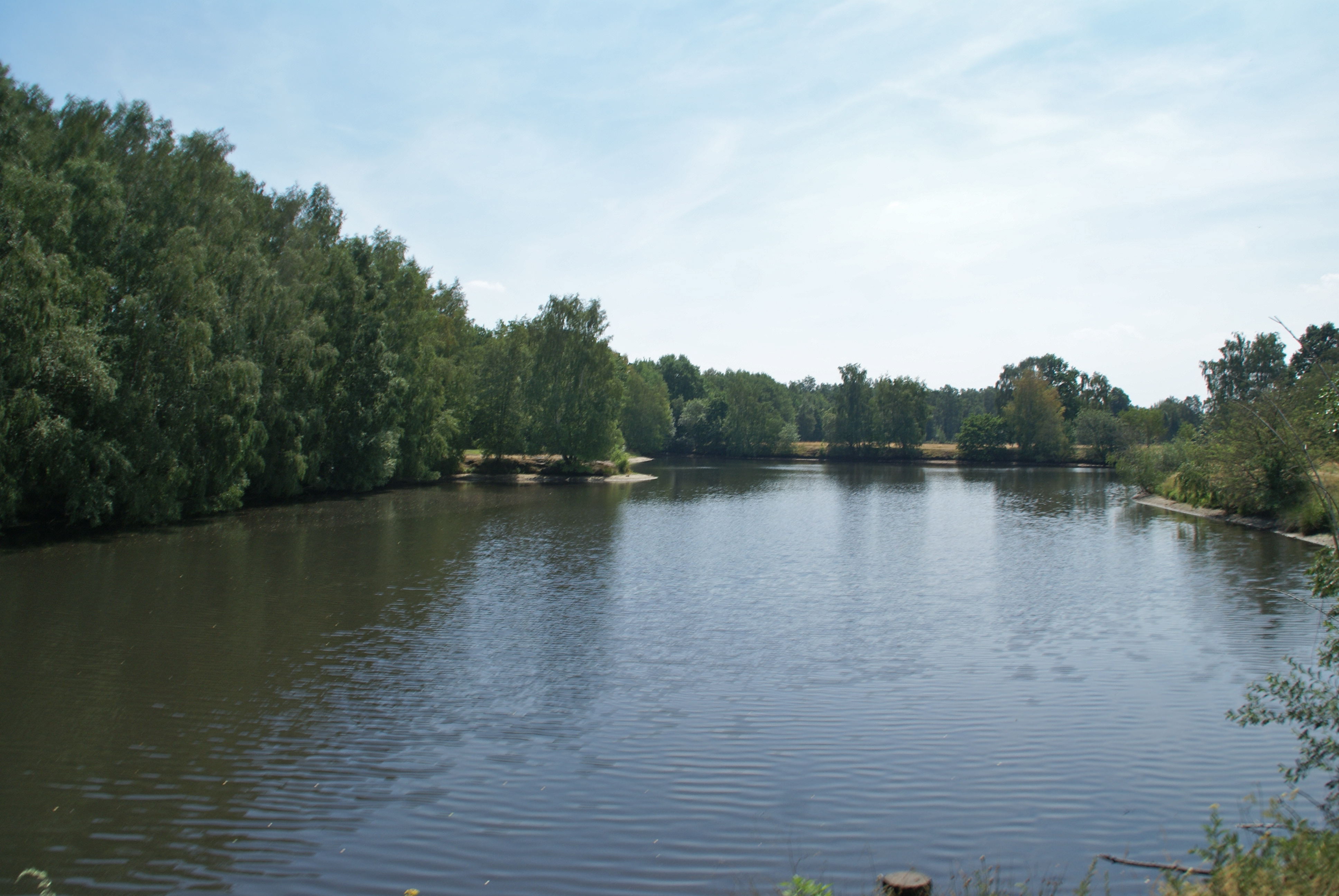
RHB Stadtparkteich, gespeist von der Tarpenbek-West
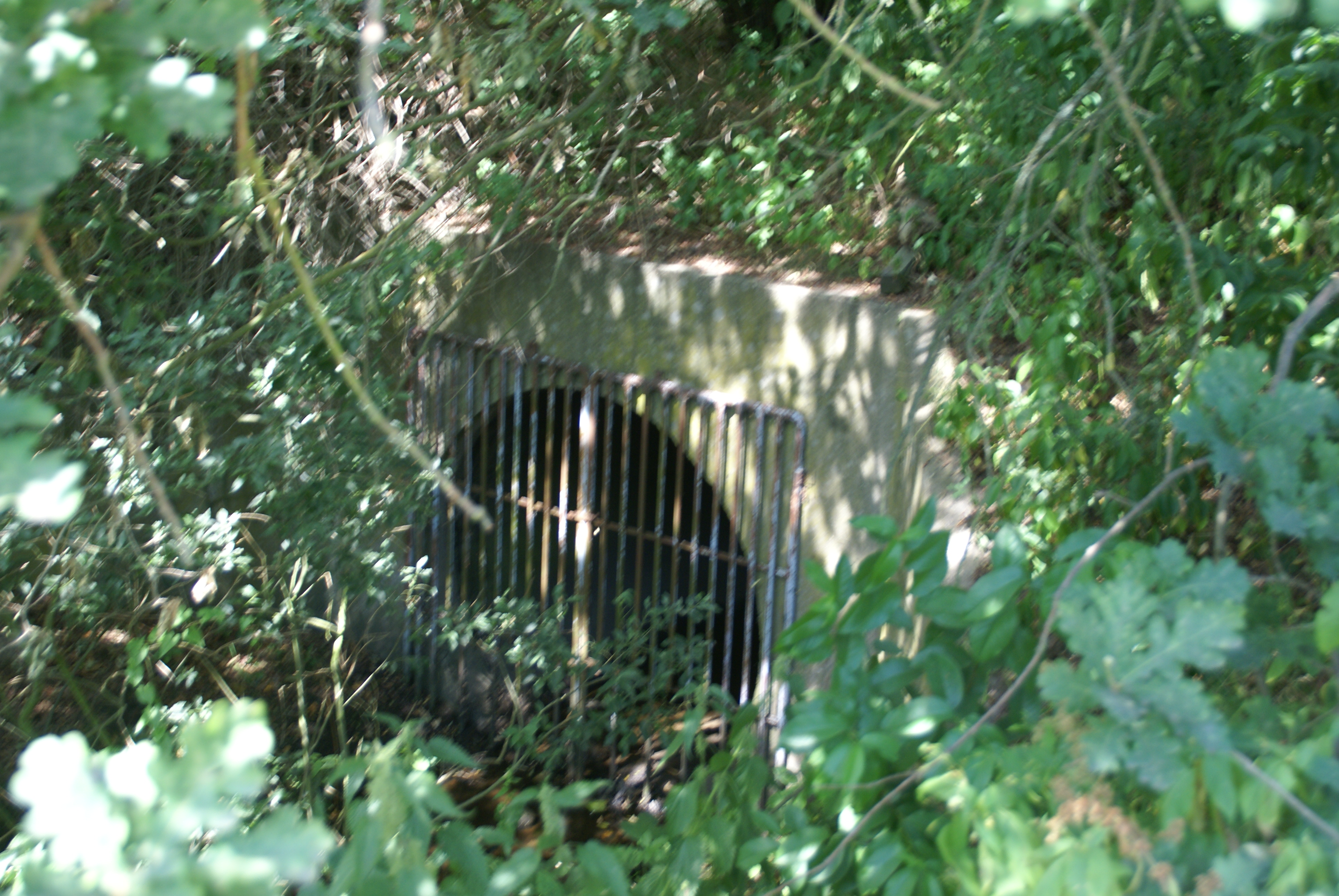
Quelle der Tarpenbek-West nördlich des RHB Stadtparkteich
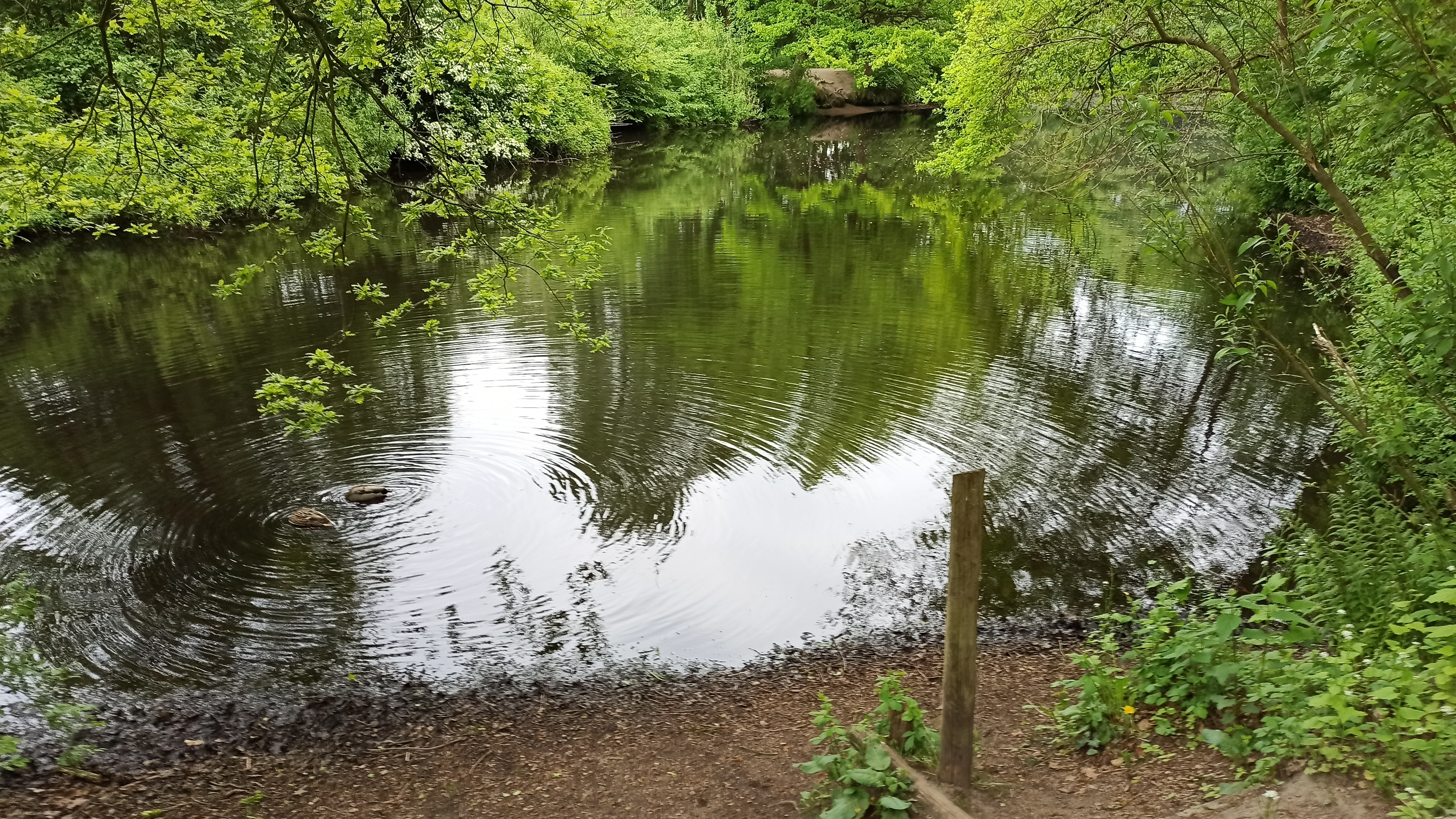
Das Wilde Moor, ehemalige Quelle der Tarpenbek-West
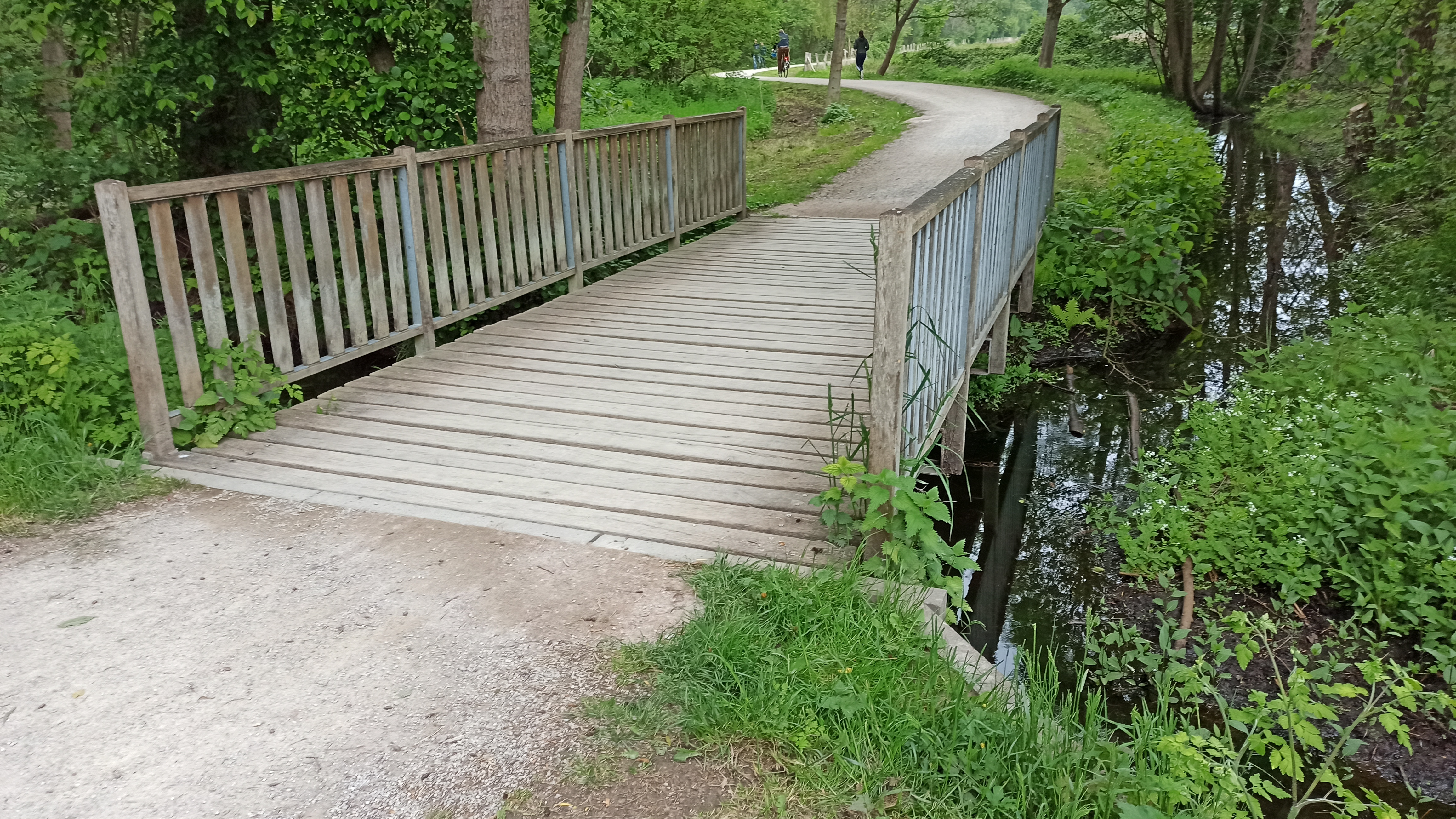
Ausläufer der Tarpenbek-West kurz vor dem Zusammenfluss
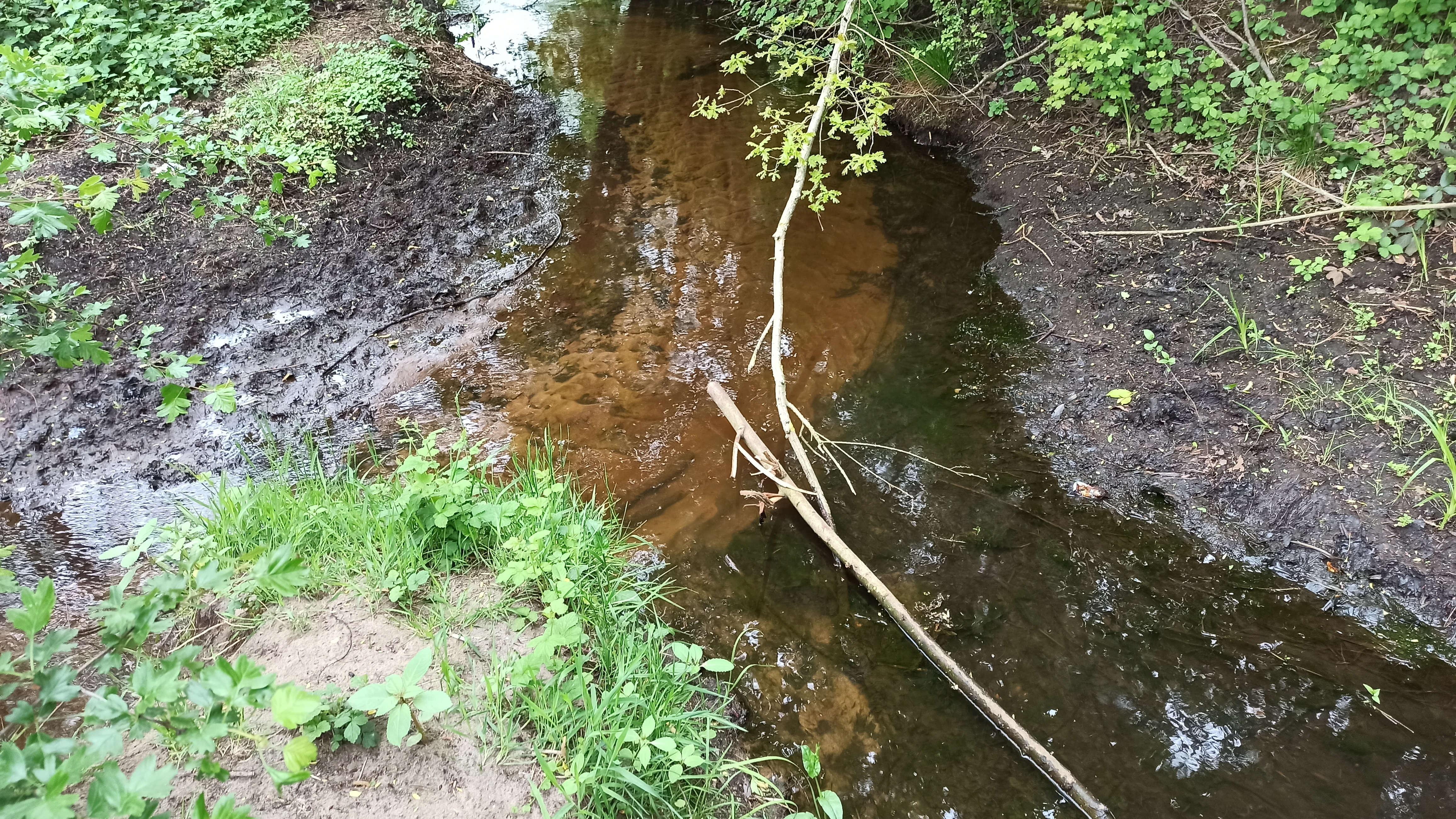
Zusammenfluss: Tarpenbek-Ost (links), Tarpenbek-West (rechts)